# プロイセン邦有鉄道P8型蒸気機関車
プロイセン邦有鉄道P8型蒸気機関車（プロイセンほうゆうてつどうP8がたじょうききかんしゃ、ドイツ語: Preußische P 8）は、プロイセン邦有鉄道（プロイセン国鉄）が1906年からベルリン機械製造（旧シュヴァルツコップ）およびその他12のメーカーで製造した、ロベルト・ガルベ設計による蒸気機関車である。後にドイツ国営鉄道（ドイツ国鉄）においては38.10 - 40形に分類された。これは不成功とみなされた、P6型の後継機として意図されたものであった。

## 設計および製造

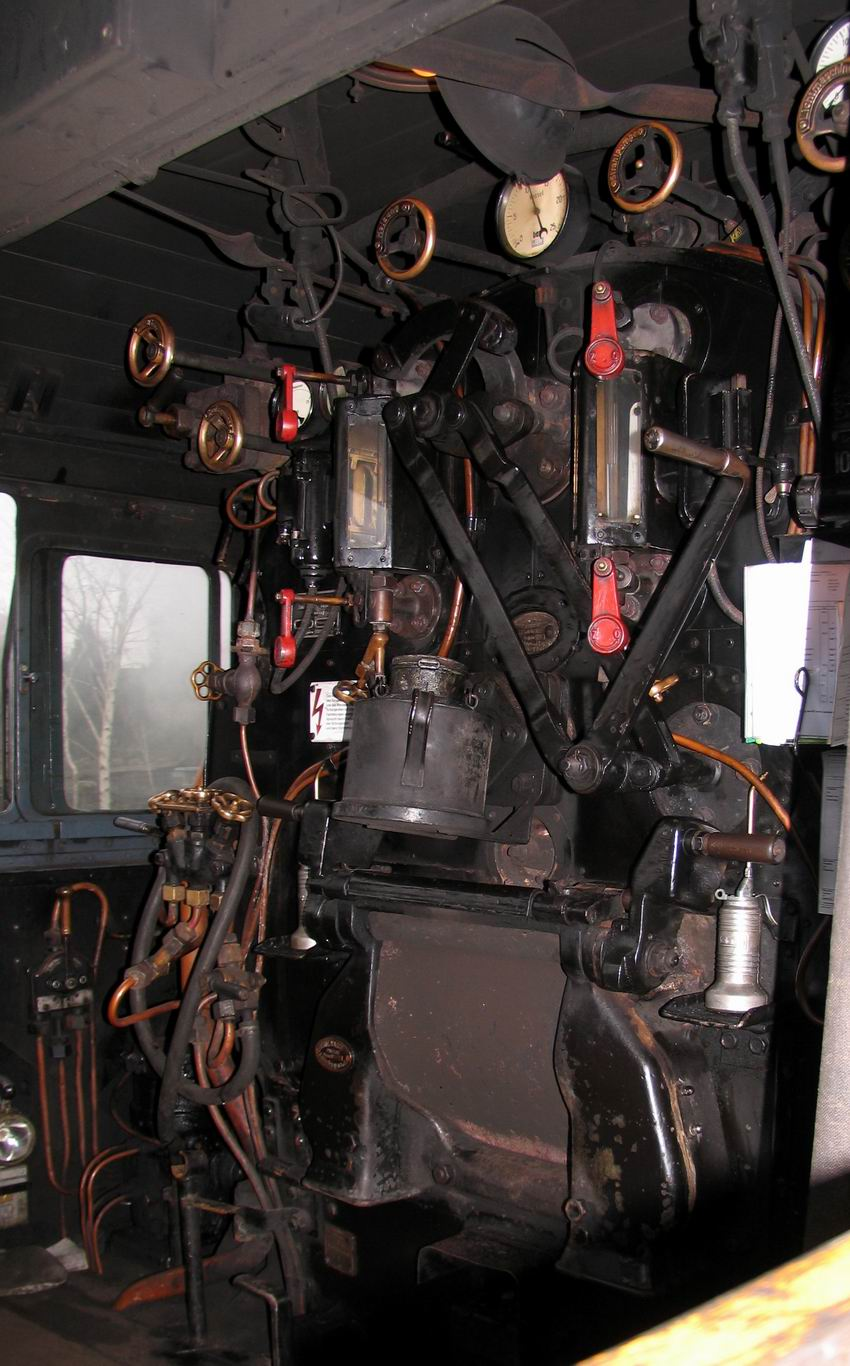
P8型の運転台

P8型は、当時ちょうどヴィルヘルム・シュミットによって発明されたばかりで、当時としては傑出した性能を発揮することができる過熱蒸気の技術を利用していたが、それ以外は新しさや特色はなく堅固な作りである。
当初はガルベはP8型を急行列車用にも設計していたため、最高速度は110km/hを出せるように考えていた。この結果、初期の車両は空気抵抗の小さい風切形の運転台を搭載していたが、重量バランスが悪かったために、ガルベの期待したような最高速度は出すことができず、結果的に最高速度は100km/hと査定されたが、P8型は平坦路線において列車重量が300tなら100km/h（400tなら90 km/h、700tでも80km/h）で走れ、勾配区間（10パーミル）でも300t列車を50km/hで牽引できる能力を持つ（しばしばこれを超えることも可能だが、それはあくまで例外である。）ので致命的な問題にはならず、最大軸重17.2tと大型機関車としては軽い方なので貨客両用として幹線の旅客列車から支線の貨物列車まであらゆる種類の列車を牽引することができた。
P8型の特徴の1つとして、カップリングロッドで連結されている3つの動輪のうち、第2動輪と第3動輪の間隔が広く離れていることがある。また当初はP8型は蒸気ドームを砂箱の後にのみ装備していたが、後に前側にも追加された。さらなる構造上の変化が、運転台の屋根、除煙板や様々な外部の部品（20～30年代は試作品の弁装置など、使用末期にはギーゼル煙突をつけたものもいた）などに見られるが、本質的には最初のデザインは残されたままであった。
小型の転車台でも機関車を転向できるようにするために、プロイセン邦有鉄道では当初P8型に水21.5 m3と石炭7 tを積む炭水車を組み合わせた。後にドイツ連邦鉄道（西ドイツ国鉄）では38形に、運用を終了したいわゆる「戦時機関車」（クリークスロコ）と呼ばれる戦時設計の機関車の炭水車と組み合わせられた。これは特に、より多くの石炭を積める船底型炭水車が用いられた。これによって後述の高速後進時の酷い揺れ方が直り、後進時の最高速度は50 km/hから85 km/hに引き上げられた。
これに対してドイツ国営鉄道（東ドイツ国鉄）も、やはり運用を終了した17形蒸気機関車の炭水車を利用した。こうした炭水車は長距離炭水車と呼ばれた。

## 製造と運用

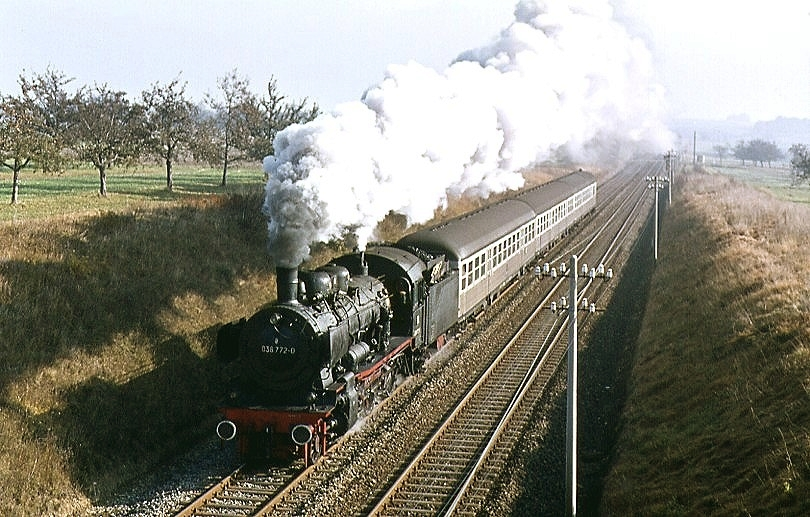
ゲウ線を走るP8型（オイティンゲン・イム・ゲウからフロイデンシュタットへの区間）

最初の10両の発注は、シュヴァルツコップ（後のベルリン機械製造）に対して1906年に出された。14両の急行用客車を牽引した試運転は素晴らしいものであった。この型の最初の機関車は国際的にも有名となり、まずライン川地方においてケルン2401号の番号を与えられて運用に就いた。
初期に見つかった問題点として、動輪の車軸が小さすぎて軸焼けを頻繁に起こすこと、プロイセン流の箱型炭水車との連結が弱くて後進時に速度を上げると酷い揺れ方をすることなどの問題があったが、標準的な部品ですぐに修理ができたし、特別の技能を持つ機関士が要らず、色々な任務がこなせる「万能選手」の方が鉄道経営者たちに気に入られ、重大な改造もされることはなく量産が続けられた。
世界大戦後は敗戦国だったドイツが戦時賠償でフランス、ベルギー、その他東ヨーロッパ諸国に与えられたため、ヨーロッパのあちこちの場所で使われ、ドイツ本国でも量数が多く使い勝手がよかったため、最後のP8型が運用終了したのは東ドイツ国鉄では1972年、西ドイツ国鉄では1974年のことであったが、外国ではこの時点でもまだ現役がおり、500両以上のP8型が50年以上に渡って運用された。
P8型をもっとも多く生産したのはシュヴァルツコップ（ベルリン機械製造）で、1,025両を生産した。続いてカッセルのヘンシェルが742両を生産した。プロイセン邦有鉄道以外に、オルデンブルク大公国邦有鉄道が5両、メクレンブルク大公国フリードリヒ・フランツ鉄道が13両を購入した。また後に、ザクセン機械製造（ドイツ語版）やエスリンゲン機械製造など、すべてのドイツの蒸気機関車メーカーがP8型製造に参加している。

### バーデン大公国邦有鉄道におけるP8型
第一次世界大戦後、賠償と戦災被害により機関車不足が発生したことを補うため、カールスルーエ鉄道局がカールスルーエ機械製造において40両のP8型の再生産を行った。これらの機関車はフィリンゲン、マンハイム、カールスルーエに配置され、1153号から1192号の番号を与えられた。ドイツ国鉄では38 3793から38 3832へ1925年に改番された。

## その他の国におけるP8型
資料により異なるが、P8型は1906年から1923年にかけてドイツ諸国において3,556両あるいは3,561両が生産された。この中には第一次世界大戦の占領下のワルシャワやブリュッセルにおいて使用するために製造された60両あるいは65両を含む。これらのうち、627両が第一次世界大戦の賠償として戦勝国に引き渡された。ポーランドが192両（Ok1型とされた）、ベルギーが168両、フランスが162両、イタリアが25両、ルーマニアが18両、リトアニアが11両、ギリシャが10両を受け取った。また、国際連盟管理下のザールの鉄道に41両が引き継がれた。1923年までの間に、新たに設置されたドイツ国営鉄道（ドイツ国鉄）はP8型を新造機で補充し、合計2,933両を所有していた。これらの機関車は、38 1001から3832、38 3951から4051の番号を与えられていた。3,556両あるいは3,561両のドイツの鉄道で生産されたP8型のほかに、ポーランドで65両が1922年から1923年にかけてOk1型として、ルーマニアで95両が1921年から1930年にかけて生産された。さらに226両がルーマニアにおいて1932年から1939年までの間ライセンス生産された。ルーマニアにおける戦間期のコピー生産を含めると、合計3,948両のP8型が生産され、これまででもっとも成績優秀で製造量数の多い機関車となった。
第二次世界大戦後、38 1069、1391、1434、1677、1809、1818、2052、2692、3264、3495、3525がオーストリアに残された。38 2052は1952年にドイツ連邦鉄道に返却された。38 1391、1434、1818、3495、3525はソビエト連邦に送られた。残りの機関車はオーストリアにおいて638型となった。2004年にオーストリア鉄道歴史協会は、ルーマニアでコピー生産されたP8型を2両購入し、1両はオーストリア連邦鉄道638型1301号の架空の番号を付けられて特別列車を牽引するためにつかわれている。ポーランドの機関車Ok1型は第二次世界大戦中ドイツに接収されたが、新たな賠償を得て、第二次世界大戦後は旧P8型の機関車をポーランドは429両受け取り、1981年まで使用した。また第二次世界大戦後ノルウェーにおいて3両がイギリス軍により捕獲されている。これらの機関車は修理のためにコペンハーゲンに送られ、結果的にデンマーク国鉄により買い取られてデンマーク国鉄のT型となり、297、298、299の番号を与えられた。最後の機関車は1973年に解体された。

## 保存機

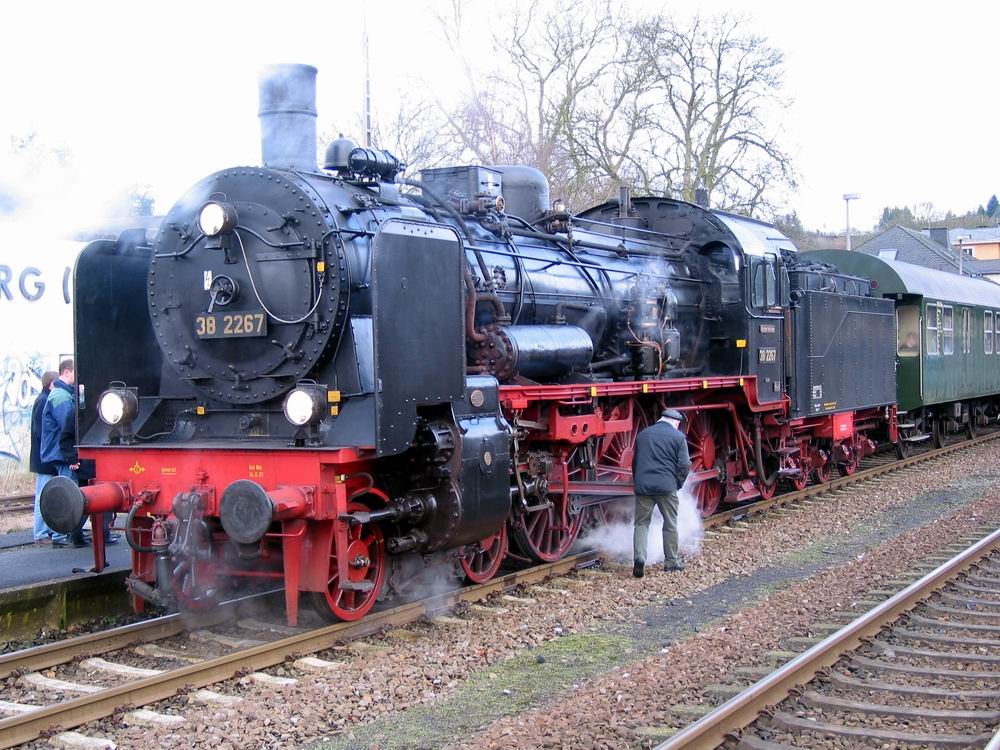
1918年製のP8型

- 38 1182がニュルンベルク交通博物館に保存されている。シュヴァルツコップ1910年製で61年間使用された。2008年時点で、ゲーラの機関庫に置かれている。
- ボーフム＝ダールハウゼン鉄道博物館には動態保存のP8型がある。1918年製の38 2267で、ルール地方において列車の牽引を行っている。
- ハイルブロンにある南ドイツ鉄道博物館の38 3199は珍しい歴史を持っている。ブレスラウ（現在のポーランド領ヴロツワフ）にあるリンケ＝ホフマンの工場で1921年に製造された。当初ドイツ国鉄によりエルバーフェルト2580号と付番され、後に38 3199に改番された。ブレスラウ機関区に配置されていた。1926年にはルーマニア鉄道が買い取り、230.106と番号を与えられた。1974年に保存処置が講じられた。解体ヤードに置かれている機関車を鉄道ファンが発見し、1999年にクルジュ＝ナポカにおいてかつてのドイツ国鉄塗装で完全な運行可能状態に復元された。2002年から博物館において運行されている。
- 1977年から38 2383はノイエンマルクトのドイツ蒸気機関車博物館に置かれている。1919年ヘンシェル製で、ドイツ連邦鉄道において最後から2番目のP8型であった。
- ジーゲンの機関庫には、ドイツ連邦鉄道最後のP8型が置かれている。1974年12月5日に公式に運用終了した38 1772[4]（1968年からはコンピューター化された038 772-0という番号になっていた）は、1975年2月13日までさよなら運転のために引き続き運転されていた。1915年シハウヴェルケ（ドイツ語版）製で、運用終了までに3,719,271 kmを走行した。1980年代に特別列車牽引のために鉄道ファンによって復活された。1993年に再度運行終了して以来、38 1772は移動可能な記念物として保存されている。
- ポーランド国鉄のボルシュティン（ポーランド語版）の機関庫には旧38 2155のOk1型359号が運行可能な状態で保存されている。

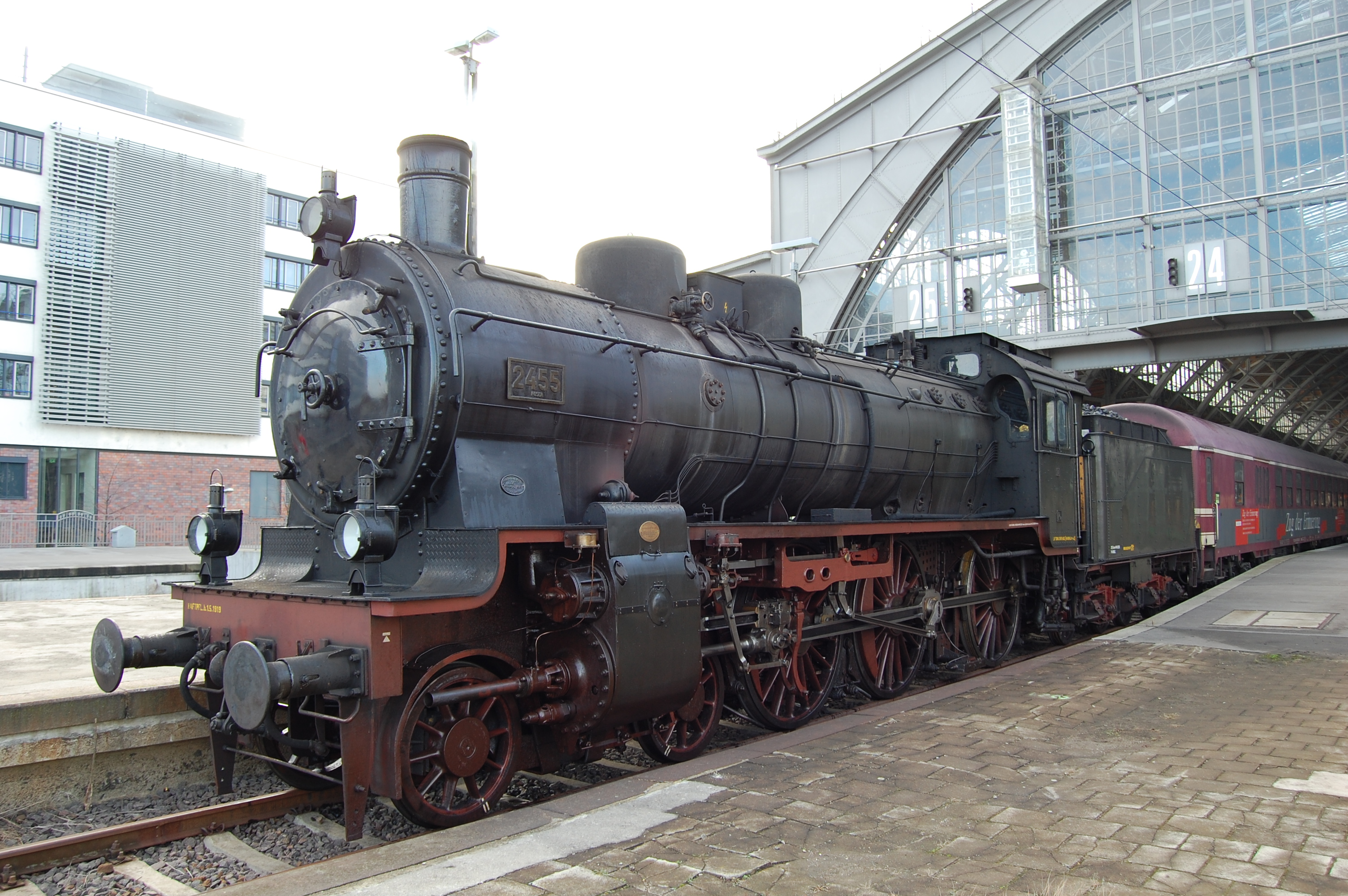
ポーゼン2455号、ライプツィヒにて

- ディーリングハウゼン鉄道博物館にはポーゼン2455号がある。ポーゼン2455号は1919年にブレスラウのリンケ=ホフマンにより当初は1804号として製造された。1926年8月にドイツ国鉄によりルーマニアに売却され、230.094として1974年頃まで運行された。1998年春に現在の所有者に売却されたのち、ルーマニア国内で2001年に復元された。1920年代初頭の状態を再現している。2008年には「追憶の列車」(Zug der Erinnerung)の牽引機として使用された。
- オーストリア鉄道歴史協会はルーマニア製のP8型の運行可能な機関車を所有している。
- 2007年3月にルーマニアからベルギーに売却された機関車は、ルーマニア時代の番号が230.084、ベルギーでの番号が64 169で、ヘンシェルにより製造番号18939として製造されたものである。
- シュトゥットガルト近郊のベーブリンゲン＝フルプでは、ショッピングセンターの駐車場に38 3650が置かれている。エルバーフェルト3097号として1922年に製造され、ハールブルク機関区に配置された。そこで1945年まで使用され、さらにテュービンゲンにおいて1972年まで使用された。露天に置かれているためかなり傷んでいる。

## その他
1930年代末には、ドイツ国鉄は老朽化してきたP8型を新型の機関車で置き換えることを計画した。これがドイツ国鉄23形蒸気機関車の開発につながったが、1941年までに2両の試作のみであった。1950年にドイツ連邦鉄道はより進歩した西ドイツ国鉄23形蒸気機関車をP8型の置き換えとして運用を開始した。1951年までに105両が生産された。動力の近代化に伴って、23型の最後の運用は、最後のP8型運用のわずか1年後のことであった。